# Khursheed Kamal Aziz
Khursheed Kamal Aziz (en urdu: خُورشِید کمال عزِیز) (2009-1927) más conocido como K. K. Aziz, fue un historiador pakistaní, admirado por sus libros escritos en idioma inglés. Aun así, también escribió prosa en idioma urdu, y fue un fiel partidario en la importancia del idioma persa para expandir su conocimiento en el mundo árabe.

## Primeros años y carrera
Aziz nació en 1927, siendo hijo de Abdul Aziz, un barrister e historiador por derecho propio. Recibió su educación primaria en la Escuela Secundaria M. B. en Batala, Panyab, posteriormente fue al primer Forman Christian College y finalmente al Government College Lahore para su graduación, en donde fue alumno del célebre Patras Bokhari. Más tarde, finalizó sus estudios en la Universidad Victoria (actual Universidad de Mánchester) en Mánchester, Reino Unido.
Aziz impartió clases en numerosas instituciones de renombre como la Universidad de Cambridge y la Universidad de Oxford en el Reino Unido, y en  universidades en Heidelberg, Alemania, así como en Jartum, Sudán y en la Universidad de Panyab en Lahore, Pakistán. También realizó conferencias ocasionales en varias universidades en Pakistán: Karachi, Peshawar, Islamabad; Bangladés: Daca; Reino Unido: Hull, Newcastle upon Tyne y Oxford; Suiza: Ginebra y Bergen.
A mediados de la década de 1970, trabajó brevemente como asesor del Primer ministro Zulfikar Ali Bhutto, y fue presidente de la ''Comisión Nacional de Investigación Histórica y Cultural'', pero luego se enfrentó con Ali Bhutto y su régimen, por lo que renunció al cargo. Algunos años después, devolvió el "Sitara-i-Imtiaz", un premio otorgado por el Presidente de Pakistán en protesta por el maltrato que recibió por parte de las autoridades de la Ley Marcial, después de que el general Zia-ul-Haq ascendiera al poder en 1977, y se vio forzado a dejar el país. Vivió muchos años en calidad de exiliado, e impartiendo clases en universidades de varios países. Mientras enseñaba en Alemania, comenzó a recopilar material de investigación para la mayoría de sus obras más célebres. Su material de investigación se enriqueció por sus experiencias que él tuvo tras viajar a numerosos países del mundo.

## Muerte y legado
Aziz falleció el 15 de julio de 2009 en Lahores, Pakistán, apenas un año después de haber regresado a su tierra natal. Su esposa, Zarina Aziz, declaró en una entrevista para un periódico pakistaní, posterior a su muerte, que había estado un poco enfermo durante los últimos cinco años, pero aun siguió trabajando durante 10 horas diarias en la redacción y publicación de sus libros. Aziz escribió más de 50 libros de historia durante su vida, y solía decir que sus libros eran sus hijos, y que estos mantendrían su nombre en la eternidad. En 2014, gracias a un importante columnista de un periódico pakistaní, algunos jóvenes pakistaníes comenzaron a darle crédito a Aziz por ayudarles a tener una visión equilibrada de la historia de Pakistán. En el presente, al menos, muchos jóvenes tuvieron la oportunidad de ver la historia de Pakistán desde un punto distinto al de la ''única visión sesgada con narraciones ideológicas extremistas'' en los libros de textos que estudiaron en la escuela y en la universidad. Los propios pakistaníes y también gran parte del mundo, tienen la capacidad de ordenar la verdad, sobre bases individuales, tras leerse numerosos textos y puntos de vista relacionados con la historia de Pakistán. Desde a mediados de la década de 1990, algunos historiadores e intelectuales pakistaníes han intentado, de forma lenta y segura, desarrollar una visión más equilibrada y desarrollado de la historia de Pakistán.
.

## Obras literarias
Aziz tuvo un profundo amor por las letras y la escritura. Fue autor de 44 libros valiosos sobre la historia moderna de los musulmanes en el subcontinente indio. Poseía un estilo de redacción único, en el que estimulaba el proceso de reflexión de los lectores. Escribió sobre numerosos temas importantes relacionados con Pakistán, y también publicó volúmenes sobre detalles significativos, que ayudaron a moldear la historia del subcontinente indio.